# Foot Ball Club Spezia 1906 1958-1959
Questa voce raccoglie le informazioni riguardanti il Foot Ball Club Spezia 1906 nelle competizioni ufficiali della stagione 1958-1959.

## Stagione
Nella stagione 1958-1959 lo Spezia ha disputato il girone A del campionato di Serie C, un torneo con 21 squadre che prevede una sola promozione in Serie B e nessuna retrocessione in IVª Serie. Con 50 punti in classifica gli aquilotti si piazzano in terza posizione alle spalle della coppia Siena ed Ozo Mantova che con 58 punti hanno dominato il torneo, salirà il Mantova che nello spareggio ha superato (1-0) i toscani.
Dopo sei anni trascorsi in purgatorio, finalmente lo Spezia torna a riveder le stelle, ad assaporare la Serie C, un torneo impegnativo con 40 giornate e due riposi. Al confermato direttore tecnico Luigi Scarabello e all'allenatore Libero Salvietti vengono messi a disposizione alcuni giovani interessanti, se ne vanno Giacomo Persenda, Domenico De Dominicis, Ferruccio Incerti ed il giovane portiere Enrico Albertosi. In campionato si parte con il piede sbagliato, ma le nubi vengono presto diradate da una squadra eccellente che sarà la terza forza del campionato dietro alle corazzate Ozo Mantova di Mondino Fabbri ed il Siena di Oronzo Pugliese. Giovanni Corti si conferma goleador stagionale con 11 centri anche nella categoria superiore, ben supportato dai vari Gianni Corelli e Mario Castellazzi.

## Rosa
| N. |                   | Ruolo | Calciatore         |
| -- | ----------------- | ----- | ------------------ |
|    | Italia (bandiera) | A     | Renzo Aldi         |
|    | Italia (bandiera) | C     | Romano Aquilani    |
|    | Italia (bandiera) | C     | Giuseppe Bumbaca   |
|    | Italia (bandiera) | A     | Adolfo Cartisano   |
|    | Italia (bandiera) | A     | Mario Castellazzi  |
|    | Italia (bandiera) | A     | Gianni Corelli     |
|    | Italia (bandiera) | A     | Giovanni Corti     |
|    | Italia (bandiera) | D     | Benito Crivellente |
|    | Italia (bandiera) | C     | Attilio Currarini  |
|    | Italia (bandiera) | A     | Bruno Franceschina |

| N. |                   | Ruolo | Calciatore        |
| -- | ----------------- | ----- | ----------------- |
|    | Italia (bandiera) | A     | Cesare Gori       |
|    | Italia (bandiera) | C     | Rinaldo Lomi      |
|    | Italia (bandiera) | C     | Giovanni Mangini  |
|    | Italia (bandiera) | D     | Bruno Pastorino   |
|    | Italia (bandiera) | P     | Gregorio Persi    |
|    | Italia (bandiera) | A     | Gianni Ravelli    |
|    | Italia (bandiera) | A     | Vittorino Regeni  |
|    | Italia (bandiera) | D     | Giancarlo Rodolfi |
|    | Italia (bandiera) | C     | Giuliano Seregni  |
|    | Italia (bandiera) | D     | Gianni Zennaro    |

## Risultati

### Girone di andata
| Arbitro: | Baldassarre (Udine) |

|  |           |                   |
|  | Marcatori | 80’, 88’ Maraschi |

| Arbitro: | Leita (Udine) |

|                            |           |                    |
| Ferraris 50’ Bonizzoni 52’ | Marcatori | 66’ (aut.) Guzzoni |

| Arbitro: | Trezza (Verona) |

|                           |           |  |
| Corti 19’ Castellazzi 46’ | Marcatori |  |

| Siena 12 ottobre 1958 4ª giornata | Siena                   | 0 – 0 | Spezia | Stadio del Rastrello\| Arbitro: \| Maghernino (San Severo) \| |
| Arbitro:                          | Maghernino (San Severo) |       |        |                                                               |

| Arbitro: | Rossini (Cremona) |

|                 |           |             |
| Crivellente 33’ | Marcatori | 18’ Savoldi |

| Pisa 26 ottobre 1958 6ª giornata | Pisa            | 0 – 0 | Spezia | Stadio Arena Garibaldi\| Arbitro: \| Guidi (Brescia) \| |
| Arbitro:                         | Guidi (Brescia) |       |        |                                                         |

| Arbitro: | Menchini (Udine) |

|                     |           |               |
| Regeni 1’ Corti 44’ | Marcatori | 77’ Marchioro |

| 16 novembre 1958 8ª giornata |  | – Turno di riposo SPEZIA |  |  |

| Arbitro: | Orlando (Bergamo) |

|  |           |                  |
|  | Marcatori | 51’ Franceschina |

| Arbitro: | Cerutti (Legnano) |

|               |           |  |
| Bartolini 44’ | Marcatori |  |

| Arbitro: | Politano (Cuneo) |

|                                 |           |                            |
| Lugo 16’ Sartore 18’ Smersy 64’ | Marcatori | 23’ Corti 68’ Franceschina |

| Arbitro: | Rastelli (Firenze) |

|                  |           |           |
| Franceschina 74’ | Marcatori | 90’ Galli |

| Arbitro: | Smorto (Reggio Calabria) |

|                       |           |                        |
| Morelli 21’ Villa 65’ | Marcatori | 40’ Magini 59’ Corelli |

| Arbitro: | Borasio (Alessandria) |

|                                            |           |          |
| Franceschina 24’, 42’ (rig.) Currarini 56’ | Marcatori | 5’ Cella |

| Arbitro: | Bellotto (Pordenone) |

|                                  |           |  |
| Micheli 28’ (rig.) Galassini 68’ | Marcatori |  |

| Arbitro: | Ravello (Imperia) |

|           |           |  |
| Corti 37’ | Marcatori |  |

| Arbitro: | Carpani (Pavia) |

|                           |           |  |
| Castellazzi 40’ Corti 79’ | Marcatori |  |

| Arbitro: | Cataldo (Reggio Calabria) |

|             |           |                             |
| Nichele 87’ | Marcatori | 34’ Corelli 57’ Castellazzi |

| Arbitro: | Borasio (Alessandria) |

|                               |           |           |
| Castellazzi 3’, 78’ Corti 67’ | Marcatori | 18’ Rossi |

| Arbitro: | Tavolini (Ferrara) |

|              |           |             |
| Manzardo 25’ | Marcatori | 86’ Corelli |

| Arbitro: | Orlandi (Torino) |

|                         |           |  |
| Currarini 54’ Corti 73’ | Marcatori |  |

### Girone di ritorno
| Arbitro: | Genel (Trieste) |

|                        |           |                         |
| Perin 13’ Maraschi 69’ | Marcatori | 89’ (rig.) Franceschina |

| Arbitro: | Sebastio (Taranto) |

|                      |           |           |
| Regeni 52’ Corti 73’ | Marcatori | 59’ Russi |

| Arbitro: | Roversi (Bologna) |

|                                   |           |               |
| Mari 37’ Favalli 38’ Castoldi 47’ | Marcatori | 75’ Currarini |

| Arbitro: | Samani (Trieste) |

|  |           |              |
|  | Marcatori | 86’ Toneatto |

| Arbitro: | Smorto (Reggio Calabria) |

|  |           |                   |
|  | Marcatori | 6’ (aut.) Mariani |

| Arbitro: | De Robbio (Torre Annunziata) |

|                              |           |                        |
| Corelli 75’ Franceschina 79’ | Marcatori | 23’ (rig.) Francesconi |

| Arbitro: | Politano (Cuneo) |

|  |           |               |
|  | Marcatori | 75’ Currarini |

| 5 aprile 1959 29ª giornata |  | – Turno di riposo SPEZIA |  |  |

| Arbitro: | Righetti (Torino) |

|                |           |  |
| Corti 33’, 82’ | Marcatori |  |

| Arbitro: | Ubezio (Novara) |

|                                                    |           |            |
| De Petrillo 48’ (aut.) Castellazzi 82’ Corelli 86’ | Marcatori | 88’ Mungai |

| Arbitro: | Borasio (Alessandria) |

|               |           |  |
| Currarini 62’ | Marcatori |  |

| Arbitro: | Ascari (Carpi) |

|                |           |                 |
| Francescon 49’ | Marcatori | 6’ Franceschina |

| Arbitro: | Rancher (Roma) |

|                             |           |  |
| Corelli 22’ Castellazzi 43’ | Marcatori |  |

| Arbitro: | Butti (Como) |

|           |           |           |
| Ferri 84’ | Marcatori | 71’ Corti |

| La Spezia 17 maggio 1959 36ª giornata | Spezia           | 0 – 0 | Ozo Mantova | Stadio Alberto Picco\| Arbitro: \| Menchini (Udine) \| |
| Arbitro:                              | Menchini (Udine) |       |             |                                                        |

| Arbitro: | Rastrelli (Firenze) |

|                               |           |  |
| Borella 36’, 67’ De Paoli 87’ | Marcatori |  |

| Arbitro: | Borasio (Alessandria) |

|               |           |                  |
| Gilardoni 88’ | Marcatori | 32’, 73’ Ravelli |

| Arbitro: | Rossini (Cremona) |

|                              |           |  |
| Corelli 31’, 66’ Mangini 38’ | Marcatori |  |

| Arbitro: | Ciciriello (Taranto) |

|              |           |  |
| Arrigoni 44’ | Marcatori |  |

| Arbitro: | Molinari (Genova) |

|                       |           |                                 |
| Ravelli 1’ Regeni 11’ | Marcatori | 27’ Trevisan 77’ (aut.) Bumbaca |

| Arbitro: | Sbardella (Roma) |

|              |           |                          |
| Pierotti 83’ | Marcatori | 29’ Cartisano 46’ Regeni |

## Coppa Italia
| Arbitro: | Vanni (Pisa) |

|                        |           |                         |
| Currarini 20’ Gori 74’ | Marcatori | 2’, 12’ Pin 36’ Smenghi |